# 天草町立大江小学校向辺田分校
天草町立大江小学校向辺田分校（あまくさちょうりつ おおえしょうがっこうむこうべたぶんこう）は、かつて熊本県天草郡天草町大江（現・天草市）にあった小学校。

## 沿革
- 1907年（明治40年）2月7日 - 大江尋常高等小学校向辺田分教室設置
- 1941年（昭和16年）4月1日 - 大江国民学校向辺田分校と改称
- 1947年（昭和22年）4月1日 - 大江村立大江小学校向辺田分校と改称
- 1956年（昭和31年）- 天草町立大江小学校向辺田分校と改称
- 2004年（平成16年）- 牛深市立二浦小学校に統合

## 学校周辺
- 国道389号
- 天草灘